# 博布里齊克
47°42′9″N 30°20′28″E / 47.70250°N 30.34111°E
博布里齊凱（烏克蘭語：Бобрицьке）是位於烏克蘭西南部的村莊，由敖德萨州波季利斯克区的柳巴希夫卡市鎮負責管轄。該村始建於1835年，面積0.69平方公里，海拔高度153米，2001年人口62，人口密度每平方公里90.25人。